# Адыча
Ады́ча (якут. Адыаччы) (в верховьях Боронг) — река в России, в Якутии, правый приток Яны.

## География
Длина — 715 км, площадь водосборного бассейна — 89,8 тыс. км². Берёт начало с западных склонов хребта Черского. Течёт в широкой долине по территории Томпонского и Верхоянского районов. Впадает в Яну в 648 км от её устья.

## Гидрология
Питание снеговое и дождевое. Среднегодовой расход воды в 26 км от устья составляет 512,5 м³/с, в 212 км — 327,76 м³/с, в 334 км — 300,92 м³/с. Замерзает в октябре, зимой перемерзает от 1 до 4,5 месяцев; вскрывается в конце мая. Характерны огромные наледи.

## Главные притоки
(расстояние от устья)
- 68 км — река Туостах (пр)
- 222 км — река Борулах (лв)
- 338 км — река Чаркы (пр)
- 351 км — река Нельгесе (лв)
- 429 км — река Дербеке (лв)
- 463 км — река Делакаг (пр)

## Хозяйственное использование
Река судоходна. Участок протяжённостью 223 км от с. Ойун-Хомото до устья входит в перечень внутренних водных путей Российской Федерации.
В конце советского периода на реке планировалось строительство Адычанской ГЭС, но перестройка и экономические трудности в стране похоронили этот проект.

## Данные водного реестра
По данным государственного водного реестра России и геоинформационной системы водохозяйственного районирования территории РФ, подготовленной Федеральным агентством водных ресурсов:
- Бассейновый округ — Ленский
- Речной бассейн — Яна
- Речной подбассейн — Адыча
- Водохозяйственный участок — Адыча